# Higashichichibu
Higashichichibu (東秩父村 Higashichichibu-mura?) es una villa en la prefectura de Saitama, Japón, localizada en el centro-este de la isla de Honshū, en la región de Kantō. El 1 de marzo de 2021 tenía una población estimada de 2540 habitantes y una densidad de población de 69 personas por km².

## Geografía
Higashichichibu está localizada en el centro-oeste de la prefectura de Saitama, en un valle aislado del resto de las llanuras de Chichibu por una cadena de montañas bajas. Limita con la ciudad de Chichibu  y con los pueblos de Minano, Yorii, Ogawa y Tokugawa

## Demografía
Según los datos del censo japonés, la población de Higashichichibu ha disminuido lentamente en los últimos 70 años.
| Gráfica de evolución demográfica de Higashichichibu entre 1940 y 2015 |
|                                                                       |
| Oficina de Estadística de Japón                                       |

## Ciudades hermanas
- Ambert, Auvergne, Francia'[7]
- Sterling, Colorado, EE. UU.[8]